# Harry Pennings
J.V.H. (Harry) Pennings (Sittard, 2 oktober 1934 – Maastricht, 16 november 2013) was een Nederlands topman. Hij was vooral bekend als commissaris van diverse Nederlandse bedrijven.

## Functies
- voorzitter raad van commissarissen van Koninklijke Ahrend van 1998 tot mei 2004
- voorzitter raad van commissarissen Koninklijke Grolsch N.V. van 1985 tot 2004
- commissaris van Heijmans N.V. van mei 2001 tot 2004
- voorzitter raad van commissarissen Stichting AZL N.V. tot 2005
- voorzitter raad van commissarissen N.V. Industriebank LIOF sinds 1 december 1996
- vicevoorzitter raad van commissarissen Wolters Kluwer N.V. sinds 1995 (aftredend 2007)
- voorzitter raad van commissarissen van Essent N.V. sinds 3 december 1999 (aftredend 2007)
- commissaris van Océ van 1998 tot 1 mei 2006
- commissaris van Berenschot Holding B.V.
- voorzitter VEUO (Vereniging Effecten Uitgevende Ondernemingen)

Na een korte carrière als sportjournalist promoveerde Pennings begin jaren zestig in de sociale wetenschappen, na een tweejarig participerend onderzoek als kompel in de staatsmijn Emma.
Zijn lange loopbaan bij Océ begon Pennings in 1969. In 1990 volgde hij er Henk Bodt op als hoogste man. Hij sneed in het hoofdkantoor, zorgde dat de ingenieurs van de R&D dichter op de markt kwamen te zitten en wist de beurswaarde van de kopieermachinefabrikant te verveelvoudigen. Als kille onderhandelaar hielp hij zijn bedrijf aan belangrijke subisidies maar ook aan overnames, zoals die van de printerdivisie van Siemens Nixdorf en het Zwitserse Messerli.
De lange termijn werd daarbij wel uit het oog verloren en zonder noemenswaardige innovaties in de jaren daaropvolgend werd Oce zelf een overname prooi. In 2010 nam de concurrent van weleer Canon een meerderheidsbelang in Oce. 
Als president-commissaris van Essent moest hij elke jaar de beloning van diens topman verdedigen. De Limburger stond bekend om de vasthoudendheid, waarmee hij als Océ-topman overnames binnenpraatte en als commissaris aanvallen op Grolsch en Ahrend afsloeg.
In maart 2006 verdedigde Pennings Essent-topman Michiel Boersma toen deze in opspraak raakte op het moment dat de landelijke politiek zich bemoeide met het beloningsbeleid van Essent. Pennings vond de beloning van Boersma niet buitenproportioneel, omdat Essent zich volgens hem in een markt bevond die volledig is geliberaliseerd.